# Zanfina Ismajli
 (juin 2020).
Si vous disposez d'ouvrages ou d'articles de référence ou si vous connaissez des sites web de qualité traitant du thème abordé ici, merci de compléter l'article en donnant les références utiles à sa vérifiabilité et en les liant à la section « Notes et références ».
Zanfina Ismajli, née à Pristina, au Kosovo, le 10 mai 1985, est une chanteuse à succès dans le style RnB et Pop. Elle est la sœur de la chanteuse Adelina Ismajli.
En 2003, elle sort son premier album intitulé Zani (Le son), dont sont tirés des clips vidéo : Gajdexhiu, puis Cocaina. Dans cet album réalisé en collaboration avec des humanitaires. elle s'exprime notamment contre la drogue. Elle participe ensuite à un duo avec sa sœur Adelina sur le titre Dy motra një frajer. En 2006, Zanfina Ismajli obtient la première place dans le concours Clé Musicale de l'Été qui a lieu à Pristina. En 2007, elle remporte le fameux Top Fest 4 à Tirana, en Albanie. En 2008, elle chante Koha e kometës (Le temps de la comète), la chanson du film homonyme dont l'acteur principal est Blerim Destani (en).
Zanfina Ismajli a étudié le Droit à l'Université de Pristina.

## Albums
- Zani
- As i fundit As i pari